# Olympische Sommerspiele 2012/Kanu – Einer-Canadier 200 Meter (Männer)
Der Kanuwettbewerb im Einer-Canadier 200 Meter der Männer bei den Olympischen Spielen 2012 in London wurde am 10. und 11. August 2012 auf dem Dorney Lake ausgetragen. 25 Athleten nahmen teil.
Der Wettbewerb über 200 Meter ist neu im olympischen Programm und ersetzt das Canadierrennen über 500 Meter. Am 10. August wurden vier Vorläufe gestartet. Die jeweils ersten sechs Starter qualifizierten sich für das Halbfinale. Die Übrigen schieden aus.
Im Halbfinale qualifizierten sich die jeweils ersten zwei Athleten und die zwei Zeitschnellsten auf Platz 3 für das Finale A. Das langsamste Boot auf Platz 3, die Boote auf den Plätzen 4 und 5, sowie das schnellste auf Platz 6 qualifizierten sich für das Finale B, mit dem die Plätze 9 bis 16 ermittelt wurden. Die Athleten auf den Plätzen 7 und 8 sowie die beiden langsameren Starter auf dem Platz 6 schieden aus.
Die direkt qualifizierten Athleten der Vorläufe sind hellgrün, die über die Zeit Qualifizierten hellblau unterlegt. Die für das Finale A qualifizierten Starter sind hellgrün, die über die Zeit Qualifizierten hellblau unterlegt. Die Starter, die für das Finale B qualifiziert sind, sind orange hinterlegt.

## Titelträger
| Olympiasieger | -                                    | neu im olympischen Programm |
| Weltmeister   | Valentin Demjanenko ( Aserbaidschan) | Szeged 2011                 |

## Vorläufe
10. August 2012

### Vorlauf 1
| Platz | Athlet              | Nation        | Zeit (s) |
| ----- | ------------------- | ------------- | -------- |
| 1     | Mathieu Goubel      | Frankreich    | 41,248   |
| 2     | Andrzej Jezierski   | Irland        | 41,404   |
| 3     | Naoya Sakamoto      | Japan         | 41,528   |
| 4     | Jason McCoombs      | Kanada        | 41,742   |
| 5     | Ronilson Oliveira   | Brasilien     | 42,216   |
| 6     | Sebastian Marczak   | Australien    | 42,845   |
| 7     | Walentin Demianenko | Aserbaidschan | 44,194   |

### Vorlauf 2
| Platz | Athlet                  | Nation         | Zeit (s) |
| ----- | ----------------------- | -------------- | -------- |
| 1     | Iwan Schtyl             | Russland       | 41,378   |
| 2     | Sebastian Brendel       | Deutschland    | 41,511   |
| 3     | Richard Jefferies       | Großbritannien | 42,516   |
| 4     | José Everardo Cristóbal | Mexiko         | 44,459   |
| 5     | Piotr Kuleta            | Polen          | 44,645   |
| 6     | Nelson Henriques        | Angola         | 55,268   |

### Vorlauf 3
| Platz | Athlet                   | Nation     | Zeit (s) |
| ----- | ------------------------ | ---------- | -------- |
| 1     | Alfonso Benavides        | Spanien    | 40,993   |
| 2     | Dsjanis Harascha         | Belarus    | 41,290   |
| 3     | Li Qiang                 | China      | 42,004   |
| 4     | Vadim Menkov             | Usbekistan | 42,171   |
| 5     | Ľubomír Hagara           | Slowakei   | 43,507   |
| 6     | Rudolph Berking-Williams | Samoa      | 51,483   |

### Vorlauf 4
| Platz | Athlet               | Nation     | Zeit (s) |
| ----- | -------------------- | ---------- | -------- |
| 1     | Jurij Tscheban       | Ukraine    | 41,036   |
| 2     | Jevgenijus Šuklinas  | Litauen    | 41,288   |
| 3     | Alexander Djadtschuk | Kasachstan | 43,204   |
| 4     | Khaled Houcine       | Tunesien   | 44,395   |
| 5     | Attila Vajda         | Ungarn     | 44,761   |
| 6     | Ndiatte Gueye        | Senegal    | 51,708   |

## Halbfinale
10. August 2012

### Lauf 1
| Platz | Athlet              | Nation      | Zeit (s) |
| ----- | ------------------- | ----------- | -------- |
| 1     | Jevgenijus Šuklinas | Litauen     | 41,483   |
| 2     | Mathieu Goubel      | Frankreich  | 41,938   |
| 3     | Li Qiang            | China       | 42,149   |
| 4     | Sebastian Brendel   | Deutschland | 42,161   |
| 5     | Ronilson Oliveira   | Brasilien   | 42,560   |
| 6     | Vadim Menkov        | Usbekistan  | 42,944   |
| 7     | Piotr Kuleta        | Polen       | 45,348   |
| 8     | Ndiatte Gueye       | Senegal     | 50,798   |

### Lauf 2
| Platz | Athlet               | Nation     | Zeit (s) |
| ----- | -------------------- | ---------- | -------- |
| 1     | Iwan Schtyl          | Russland   | 40,346   |
| 2     | Alfonso Benavides    | Spanien    | 40,619   |
| 3     | Ľubomír Hagara       | Slowakei   | 41,472   |
| 4     | Andrzej Jezierski    | Irland     | 42,012   |
| 5     | Alexander Djadtschuk | Kasachstan | 42,359   |
| 6     | Sebastian Marczak    | Australien | 43,441   |
| 7     | Khaled Houcine       | Tunesien   | 44,373   |
| 8     | Nelson Henriques     | Angola     | 50,876   |

### Lauf 3
| Platz | Athlet                   | Nation         | Zeit (s) |
| ----- | ------------------------ | -------------- | -------- |
| 1     | Jurij Tscheban           | Ukraine        | 40,647   |
| 2     | Dsjanis Harascha         | Belarus        | 41,427   |
| 3     | Naoya Sakamoto           | Japan          | 41,771   |
| 4     | Jason McCoombs           | Kanada         | 42,255   |
| 5     | Attila Vajda             | Ungarn         | 42,970   |
| 6     | Richard Jefferies        | Großbritannien | 43,213   |
| 7     | José Everardo Cristóbal  | Mexiko         | 44,571   |
| 8     | Rudolph Berking-Williams | Samoa          | 54,471   |

## Finale
11. August 2012

### Finale B
Anmerkung: zur Ermittlung der Plätze 9 bis 16
| Platz | Kanute               | Nation      | Zeit (s) |
| ----- | -------------------- | ----------- | -------- |
| 9     | Andrzej Jezierski    | Irland      | 44,041   |
| 10    | Vadim Menkov         | Usbekistan  | 44,168   |
| 11    | Attila Vajda         | Ungarn      | 44,466   |
| 12    | Ronilson Oliveira    | Brasilien   | 44,586   |
| 13    | Jason McCoombs       | Kanada      | 44,973   |
| 14    | Alexander Djadtschuk | Kasachstan  | 45,283   |
| 15    | Sebastian Brendel    | Deutschland | 45,852   |
| 16    | Li Qiang             | China       | 47,295   |

### Finale A
Anmerkung: zur Ermittlung der Plätze 1 bis 8
| Platz | Athlet              | Nation     | Zeit (s) |
| ----- | ------------------- | ---------- | -------- |
| 1     | Jurij Tscheban      | Ukraine    | 42,291   |
| 2     | Iwan Schtyl         | Russland   | 42,853   |
| 3     | Alfonso Benavides   | Spanien    | 43,038   |
| 4     | Dsjanis Harascha    | Belarus    | 43,545   |
| 5     | Ľubomír Hagara      | Slowakei   | 43,977   |
| 6     | Mathieu Goubel      | Frankreich | 44,045   |
| 7     | Naoya Sakamoto      | Japan      | 44,699   |
| DSQ   | Jevgenijus Šuklinas | Litauen    | 42,792   |

Jevgenijus Šuklinas hatte mit einer Zeit von 42,792 s ursprünglich den zweiten Platz erzielt und die erste olympische Medaille für Litauen im Kanurennsport gewonnen. Am 13. Juni 2019 wurde ihm die Silbermedaille durch das IOC nachträglich aberkannt. Bei Nachtests war die Einnahme des verbotenen Anabolikums Dehydrochlormethyltestosteron (Turinabol) nachgewiesen worden.
Ende 2019 bekamen Iwan Schtyl und Alfonso Benavides nachträglich Silber und Bronze zuerkannt.